# Эрведоза-ду-Дору
Эрведоза-ду-Дору (порт. Ervedosa do Douro)  —  район (фрегезия) в Португалии,  входит в округ Визеу. Является составной частью муниципалитета  Сан-Жуан-да-Пешкейра. По старому административному делению входил в провинцию Траз-уж-Монтиш и Алту-Дору. Входит в экономико-статистический  субрегион Доуру, который входит в Северный регион. Население составляет 1424 человека на 2001 год. Занимает площадь 39,71 км².
Покровителем района считается Сан-Висенте (порт. São Vicente). 